# 徐珤
徐寶（1450年—1524年），字信之，號石林，應天府江寧縣民籍，直隸吳縣人，明朝政治人物。

## 生平
成化十三年（1477年）丁酉科應天府鄉試第一百二十八名舉人。弘治三年（1490年）中式庚戌科會試第二百八十名，三甲第六十四名進士。户部观政，授華容縣知县，擢升南京户部主事，改工部，分司仪真。丁母忧，服除，补南京刑部，升员外郎、郎中。正德四年（1509年）秋七月升浙江布政司右参议、专理粮储，不久告归。嘉靖三年四月卒于家，享年七十五。

## 家族
曾祖徐朴；祖父徐宗源（徐本）；父徐溥，封刑部员外郎；母陶氏。慈侍下。